# Colaspis brownsvillensis
Colaspis brownsvillensis es una especie de coleóptero de la familia Chrysomelidae.
Fue descrita científicamente en 1975 por Blake.